# Censo de Colombia de 1993
El Censo de Colombia de 1993 fue el XVI censo de población y V de vivienda que fue desarrollado por el Departamento Administrativo Nacional de Estadística (DANE) en la República de Colombia, cuyas directrices y lineamientos se establecieron en el Decreto 2109 del 22 de octubre de 1993. El censo se desarrolló el 24 de octubre de 1993 con inmovilización de la población en áreas urbanas y hasta el 20 de diciembre de 1993 en áreas rurales. Los resultados se dieron a conocer en julio de 1996. Unos 530.000 estudiantes de secundaria en los colegios fueron designados para cumplir la función de empadronadores en las zonas urbanas de todo el país. De acuerdo a lo informado por el DANE, todo el proceso de ejecución del censo costó 18.831 millones de pesos colombianos.

## Desarrollo del censo
La propuesta del censo 1993 se presentó a finales de 1990 y fue aprobada por el Consejo Nacional de Política Económica y Social (CONPES) el 21 de marzo de 1991.
El censo se desarrolló en varias fases así:
1. Planeación: desde noviembre de 1990 hasta julio de 1991.
2. Actividades preparatorias: desde enero de 1991 hasta octubre de 1993.
3. Empadronamiento: 24 de octubre de 1993.
4. Post-empadronamiento: desde noviembre de 1993 hasta julio de 1994.
5. Análisis y estudios post-censales: a partir de julio de 1994.

La totalidad del censo se desarrolló durante la presidencia de César Gaviria, el cual fue censado por Andrea Bolaño, una estudiante de undécimo año.
Previo al censo se realizaron precensos en 61 municipios.
Dentro de la planeación se realizó una actualización cartográfica y una clasificación de los municipios en tres categorías de acuerdo a la cantidad de habitantes. Adicionalmente se elaboraron dos censos experimentales: en San Andrés el 31 de marzo de 1992, y el otro en Villavicencio el 25 de octubre de 1992. También se hizo un censo colombo-venezolano de la etnia wayúu en agosto de 1992.
La capacitación a los empadronadores para las áreas urbanas se impartió en los colegios a unos 700.000 estudiantes de bachillerato de los grados noveno, décimo y undécimo a partir del 6 de septiembre de 1993. Otras 40.000 personas fueron capacitadas como empadronadores y supervisores rurales. El plan de capacitación se impartió en modalidad curricular (incorporada en el programa de ciencias sociales y filosofía de los colegios) y una modalidad tradicional al personal de línea del DANE, empadronadores y supervisores rurales. La preparación incluyó una campaña promocional en medios masivos de comunicación en las que se utilizaba el eslogan: "Censo 93, para que tú cuentes".
Al igual que el censo de 1985, en el censo de 1993 se utilizó un criterio de derecho (de jure), por lo cual se tomó como base de conteo el lugar habitual de residencia de cada habitante. El Decreto 2109 del 22 de octubre de 1993 estableció la inmovilización de la población el 24 de octubre de 1993 para el censo en áreas urbanas, para lo cual el DANE expidió unas credenciales de salvoconducto para las personas que participaron en su realización, así como la prensa y las fuerzas militares. Para la recolección de los datos se utilizaron tres formularios: cuestionario para viviendas particulares, cuestionario para la población indígena y cuestionario de viviendas colectivas. El empadronamiento en zonas rurales tardó ocho semanas adicionales, hasta el 20 de diciembre y en el departamento de Chocó hasta febrero de 1994, debido a las condiciones climáticas.
La grabación de la información recolectada presentó algunos problemas, debido a errores reportados por una de las firmas contratistas que se encargaron de digitar la información. Posterior a la grabación, estos datos se transfirieron al DANE. Finalmente se realizó la encuesta de cobertura, cuya recolección de datos tuvo lugar entre el 31 de enero y el 27 de febrero de 1994. Los primeros resultados fueron fuertemente criticados por contener posibles errores. En razón de lo anterior, se determinó que los resultados debían pasar por una etapa de corrección, la cual se realizó a partir de diciembre de 1994. Finalmente, los resultados revisados se dieron a conocer en julio de 1996. Después de ello, se han publicado diversos estudios post-censales.

## Población por departamentos
| N.º | Departamento             | Población Cabecera | Población Resto | Población Total |
| --- | ------------------------ | ------------------ | --------------- | --------------- |
| 1   | Bogotá, D. C.            | 4 931 796          | 13 652          | 4 945 448       |
| 2   | Antioquia                | 3 126 250          | 1 216 097       | 4 342 347       |
| 3   | Valle del Cauca          | 2 842 023          | 491 127         | 3 333 150       |
| 4   | Atlántico                | 1 562 478          | 105 022         | 1 667 500       |
| 5   | Cundinamarca             | 906 878            | 751 820         | 1 658 698       |
| 6   | Santander                | 1 102 168          | 496 520         | 1 598 688       |
| 7   | Bolívar                  | 987 462            | 451 829         | 1 439 291       |
| 8   | Nariño                   | 546 540            | 728 168         | 1 274 708       |
| 9   | Boyacá                   | 499 401            | 674 630         | 1 174 031       |
| 10  | Tolima                   | 698 001            | 452 079         | 1 150 080       |
| 11  | Córdoba                  | 524 010            | 564 077         | 1 088 087       |
| 12  | Norte de Santander       | 741 411            | 305 166         | 1 046 577       |
| 13  | Cauca                    | 358 937            | 620 294         | 979 231         |
| 14  | Caldas                   | 598 902            | 326 456         | 925 358         |
| 15  | Magdalena                | 565 194            | 317 377         | 882 571         |
| 16  | Huila                    | 454 929            | 303 084         | 758 013         |
| 17  | Risaralda                | 605 918            | 139 056         | 744 974         |
| 18  | Cesar                    | 459 019            | 270 615         | 729 634         |
| 19  | Sucre                    | 419 106            | 205 357         | 624 463         |
| 20  | Meta                     | 358 919            | 202             | 561 121         |
| 21  | Quindío                  | 364 353            | 70 665          | 435 018         |
| 22  | La Guajira               | 249 489            | 138 284         | 387 773         |
| 23  | Chocó                    | 130 285            | 207 875         | 338 160         |
| 24  | Caquetá                  | 143 144            | 168 320         | 311 464         |
| 25  | Putumayo                 | 70 718             | 133 591         | 204 309         |
| 26  | Casanare                 | 86 553             | 71 596          | 158 149         |
| 27  | Arauca                   | 87 211             | 49 982          | 137 193         |
| 28  | Guaviare                 | 21 332             | 36 552          | 57 884          |
| 29  | San Andrés y Providencia | 35 247             | 14 847          | 50 094          |
| 30  | Amazonas                 | 19 024             | 18 740          | 37 764          |
| 31  | Vichada                  | 8 751              | 27 585          | 36 336          |
| 32  | Vaupés                   | 4 523              | 13 712          | 18 235          |
| 33  | Guainía                  | 4 098              | 9 393           | 13 491          |
|     | Colombia                 |                    |                 | 33 109 840      |

## Indicadores demográficos
Los principales indicadores demográficos registrados en el Censo 1993 fueron los siguientes:
| Población                                           | Cifras            | Porcentaje        |                   |                   |                   |                   |
| Población general                                   | Población general | Población general | Población general | Población general | Población general | Población general |
| --------------------------------------------------- | ----------------- | ----------------- | ----------------- | ----------------- | ----------------- | ----------------- |
| Población total                                     | 33 109 840        | 100.0             |                   |                   |                   |                   |
| Hombres                                             | 16 296 539        | 49.2              |                   |                   |                   |                   |
| Mujeres                                             | 16 813 301        | 50.8              |                   |                   |                   |                   |
| Población por edad                                  |                   |                   |                   |                   |                   |                   |
| Población de 0 a 14 años                            | 11 412 172        | 34.5              |                   |                   |                   |                   |
| Población de 15 a 29 años                           | 9 435 499         | 28.5              |                   |                   |                   |                   |
| Población de 30 a 64 años                           | 10 765 761        | 32.5              |                   |                   |                   |                   |
| Población mayor de 65 años                          | 1 496 407         | 4.5               |                   |                   |                   |                   |
| Población según asistencia escolar                  |                   |                   |                   |                   |                   |                   |
| Total                                               | 7 134 808         | 57.3              |                   |                   |                   |                   |
| De 7 a 11 años                                      | 3 136 978         | 83.1              |                   |                   |                   |                   |
| De 12 a 17 años                                     | 2 889 548         | 66.9              |                   |                   |                   |                   |
| De 18 a 24 años                                     | 1 108 282         | 25.5              |                   |                   |                   |                   |
| Población con educación superior (mayor de 15 años) |                   |                   |                   |                   |                   |                   |
| Total                                               | 2 040 914         | 9.4               |                   |                   |                   |                   |
| Hombres                                             | 1 024 658         | 9.8               |                   |                   |                   |                   |
| Mujeres                                             | 1 016 256         | 9.1               |                   |                   |                   |                   |
| Población analfabeta (mayor de 5 años)              |                   |                   |                   |                   |                   |                   |
| Total                                               | 3 694 307         | 12.7              |                   |                   |                   |                   |
| Hombres                                             | 1 877 751         | 13.2              |                   |                   |                   |                   |
| Mujeres                                             | 1 816 556         | 12.2              |                   |                   |                   |                   |
| Fertilidad                                          |                   |                   |                   |                   |                   |                   |
| Mujeres en edad fértil (15 a 49 años)               | 8 935 789         | 53.1              |                   |                   |                   |                   |
| Total madres (mayores de 12 años)                   | 7 577 742         | 61.8              |                   |                   |                   |                   |
| Madres adolescentes (12 a 19 años)                  | 249 255           | 3.3               |                   |                   |                   |                   |
| Tasa de fecundidad                                  | 3.15              |                   |                   |                   |                   |                   |
| Edad media de fecundidad                            | 27.01             |                   |                   |                   |                   |                   |